# مرکل‌بیک
مرکل‌بیک (به هلندی: Merkelbeek) یک منطقهٔ مسکونی در هلند است که در اوندربانکن واقع شده‌است. مرکل‌بیک ۱٬۷۳۰ نفر جمعیت دارد.